# Имтек Арена
Имтек Арена (на немски: Imtech Arena) е стадион в квартал Баренфелд, Хамбург, Германия.
Тук се провеждат домакинските мачове на Хамбургер ШФ и на отбора по американски футбол Хамбург Сий Девилс. Съоръжението се използва и за концерти.
До 30 юни 2001 г. името на стадиона е „Фолкспаркщадион“. След това стадионът е преименуван на „АОЛ Арена“ по силата на сделка с американския интернет провайдер АОЛ в размер на 30 милиона марки (15,3 милиона евро). През 2005 г. договорът е продължен за още 2 години. От сезон 2007/2008 влиза в сила 6-годишен договор с банка ХСХ Нордбанк за правото съоръжението да носи името „ХСХ Нордбанк Арена“. Заради Световната икономическа криза банката прекратява предсрочно договора през 2010 г. След това новият спонсор на стадиона става Имтек.

## История
Първият стадион на мястото на днешния HSH Нордбанк Арена е Градски стадион Алтона. Откриването се състои на 11 септември 1925 пред 50 000 зрители. Две години по-късно започва провеждането на международни мачове на национално равнище, а през 1928 г. се състои финалът за определяне на немския шампион (Хамбургер – Херта Берлин 5:2).
Бомбадировките по време на Втората световна война разрушават стадиона. В периода 1951 – 1953 стадионът е изграден наново, този път носещ името Фолкспаркщадион, а официалното откриване е на 12 юли 1953. Капацитетът е 61 000 зрители. Един от мачовете, останали в историята е този между ГДР и ФРГ от Десетото световно първенство по футбол през 1974 г., завършил 1:0 в полза на ГДР. По повод на световното първенство стадионът е реконструиран наново – над южната трибуна и построена козирка, а на източната – електронно табло. През 1998 тук се провежда и мач от Осмото европейско първенство.
Широките овални трибуни и отдалечеността на терена от тях са причина за негодуванието на феновете, на които не се харесва липсата на подходяща атмосфера по време на мачовете. Това се променя през юни 1998 г., когато започва траещата две години основна реконструкция. Първо игралното поле е обърнато на 90 градуса, както е зададено в разпоредбата на Немския футболен съюз за разположението на терените. След това – без да се преустановява провеждането на футболни мачове – на мястото на двата странични сектора за правостоящи се изграждат централния и срещуположния сектор. Накрая мястото на старите централен и срещуположен сектор е заето от новопостроените странични сектори. Първият мач след реконструкцията е на 2 септември 2000 – Германия-Гърция 2:0.
Новооткритият стадион става собственост на Хамбургер през 1998 г. и е един от петзвезндите стадиони на УЕФА, което означава, че на него могат да се играят финали на Шампионската лига и за Купата на УЕФА. Той домакинства на пет мача от 18-ото световно първенство по футбол. През 2010 г. стадионът е домакин на финала на Лига Европа. За международни мачове, при които е задължително всичките места да са седящи, се използват седалките, разположени под местата за правостоящи. Така капацитетът на стадиона спада до 51 500 места.
Във вътрешността на стадиона е разположен музеят на Хамбургер.

## Любопитно
- Четирите сектора се наричат Източна (централният сектор), Западна, Северна и Южна трибуна. След обръщането на терена на 90 градуса и резултиращата от това смяна на секторите, агитката вече не подкрепя отбора си от Западната трибуна, а от Северната.

- Поради факта, че АОЛ не е сред спонсорите на ФИФА, по времето на Световното първенство през 2006 стадионът носи името ФИФА ВеЕм Щадион Хамбург. В тази връзка стадионът е „изчистен“ от всички имена на спонсори на Хамбургер. Повечето от тях са покрити, а осемте огромни светещи букви от името на АОЛ Арена и логото, намиращи се на покрива, са демонтирани. Всяка една от тях е висока 6,5 м, а тежестта им е от 4,5 до 6,5 тона. Разходите за тази интервенция се равняват на 200 000 евро.

- Договорът между Хамбургер и HSH Нордбанк довежда до това, че за първи път в историята на Бундеслигата стадион, носещ името на спонсор, го сменя с друг спонсор.

- Според Франц Бекенбауер Имтек Арена е един от най-красивите стадиони в Европа.

- И четирите сектора имат козирка, покриваща абсолютни всички места. Конструкцията на козирката позволява евентуанлото цялостно покриване на стадиона.

- Стадионът разполага с ВИП ресторант (1000 м2), други ресторанти (обща площ 1000 м2), няколко щанда за бързо хранене, както и със заседателни зали (обща площ 1500 м2), две видеостени, 22 места за разполагане на камери за директни предавания.

## Мачове от Световното първенство 1974
| 14 юни 1974, Група 1 |   |           |     |
| ГДР                  | - | Австралия | 2:0 |
| 18 юни 1974, Група 1 |   |           |     |
| Австралия            | - | ФРГ       | 0:3 |
| 22 юни 1974, Група 1 |   |           |     |
| ГДР                  | - | ФРГ       | 1:0 |

## Мач от Европейското първенство 1988
| 21 юни 1988, 20:15, Полуфинал |   |          |     |
| ФРГ                           | - | Холандия | 1:2 |

## Мачове от Световното първенство 2006
| Събота, 10 юни 2006, 21:00, Група С     |   |             |     |
| Аржентина                               | - | Кот д'Ивоар | 2:1 |
| Четвъртък, 15 юни 2006, 15:00, Група А  |   |             |     |
| Еквадор                                 | - | Коста Рика  | 3:0 |
| Понеделник, 19 юни 2006, 18:00, Група Н |   |             |     |
| Саудитска Арабия                        | - | Украйна     | 0:4 |
| Четвъртък, 22 юни 2006, 16:00, Група Е  |   |             |     |
| Чехия                                   | - | Италия      | 0:2 |
| Петък, 30 юни 2006, 21:00, Четвъртфинал |   |             |     |
| Италия                                  | - | Украйна     | 3:0 |